# Hugonia ferruginea
Hugonia ferruginea är en linväxtart som beskrevs av Robert Wight och Arn.. Hugonia ferruginea ingår i släktet Hugonia och familjen linväxter. Inga underarter finns listade i Catalogue of Life.